# Džajpur
Džajpur (anglický přepis: Jaipur,  výslovnost, dévanágarí: जयपुर), také často nazývaný „růžové město“, je hlavním městem indického státu Rádžasthán. Byl založen roku 1727 mahárádžou Saváí Džaj Singhem II., vládcem Amberu. Dnes město obývá okolo 4,3 milionu obyvatel.
Džajpur je první pečlivě naplánované město Indie. Město dříve bývalo hlavním městem království a na strukturu města měl velký vliv vkus královské rodiny. Nad ostatní indická města z před moderní éry vyniká Džajpur především šířkou a pravidelností ulic, které jsou rozloženy do 6 sektorů oddělených bulváry širokými 34 metrů. Městské části jsou dále rozděleny sítí menších uliček. Od roku 2019 je historické centrum města (o rozloze 710 ha) zapsáno na seznam památek Světového kulturního dědictví UNESCO. Pod ochranu UNESCA spadá již od roku 2010 i zdejší astronomická observatoř Džantar Mantar ze začátku 18. století.
Od 17. dubna 2011 je mahárádžou Džajpuru jeho výsost Padmanabh Singhji (*1998), který trůn dostal po svém dědovi.

## Historie
Džajpur byl založen roku 1727 mahárádžou Saváí Džaj Singhem II., který vládl v letech 1699–1744. Mahárádžovým hlavním městem byl původně Amber, který leží 11 km severně od Džajpuru. Důvodem k přesunutí hlavního města byla stále rostoucí populace a s ní spojený nedostatek vody.
Po několika bojích s Maráthy si Džaj Singh začal uvědomovat důležitost obrany města. Protože sám nebyl příliš vzdělaný v matematice ani stavebních vědách, vyhledal pomoc u Vidjadhár Bhattačárji, bráhmanského učence z Bengálska a svěřil mu plánování architektury města. Stavba města začala roku 1727 a 4 roky trvalo postavit hlavní palác, cesty a náměstí. Město bylo rozděleno do devíti bloků, z nichž se dva tyto bloky skládaly ze státních budov a paláců. Zbývajících 7 bloků bylo určeno pro veřejnost a jejich potřebám. Kolem města bylo postaveno masivní opevnění se sedmi branami.
Architektura města byla na svou dobu velmi pokroková a patřila k nejlepším v Indii.[zdroj?] Roku 1853 město navštívil princ z Walesu a na uvítanou bylo celé město natřeno na růžovou barvou, kterou lze možné dodnes spatřit na hlavních ulicích.
V 19. století se město začalo razantně rozrůstat; roku 1900 činila jeho populace 160,000 obyvatel. Městské bulváry byly vydlážděny a následně osvětleny lampami na plyn. Město mělo taktéž několik nemocnic. Jeho nejdůležitějšími průmyslovými odvětvími bylo zpracování kovů a mramoru, o což se významně přičinila Umělecká škola založená roku 1868. K městu patřily také 3 vysoké školy včetně školy Sanskrtu (1865) a dívčí školy (1867), která vznikla z iniciativy mahárádži Saváí Rám Singha II. Ve městě žila i bohatá komunita místních bankéřů.

## Doprava

### Silniční
Džajpur leží ve východní části státu Rádžasthán. Národní silnice číslo 8 ho spojuje s Dillím a Bombají, a číslo 11 s Bíkánerem a Ágrou. V distriktu Džajpur je celkem 366 km silnic, celková délka všech typů cest v oblasti je přibližně 4 102 km (březen 2000).

### Železniční
Džajpur je železnicí velmi dobře propojený se všemi hlavními městy Indie a má přímé spojení do měst jako jsou Indaur, Ágra, Dillí, Gváliar, Bombaj, Háurá, Hajdarábád, Čennaí, Maisúr, Bengalúr, Lakhnaú, Kánpur, Patna atd. napříč celou zemí a také do všech důležitých měst Rádžasthánu, jako Adžmér, Sawai Madhopur, Džódhpur, Bikanér a Udajpur. S nástupem nových technologií a následné modernizace Indické železnice, se otevírají nové možnosti rychlého a ekologického způsobu přepravy po Indii a dál.

### Letecká
Džajpurské mezinárodní letiště JAI leží v přilehlém městě Sanganer a nabízí občasné lety do Maskatu, Šardžá, Bangkoku a Dubaje. Z Džajpuru létá mnoho vnitrostátních linek, například do Džódhpuru, Udajpuru, Aurangábádu, Nové Dillí, Hajdarábádu, Kalkaty, Goy, Čennaíe, Ahmadábádu, Indauru, Bengalúru, Bombaje, Súratu, Lakhnaú, Gorakhpuru a mnoho dalších.

## Partnerská města
- Calgary, Kanada
- Fremont, USA
- Lagos, Nigérie
- Port Louis, Mauricius

## Galerie

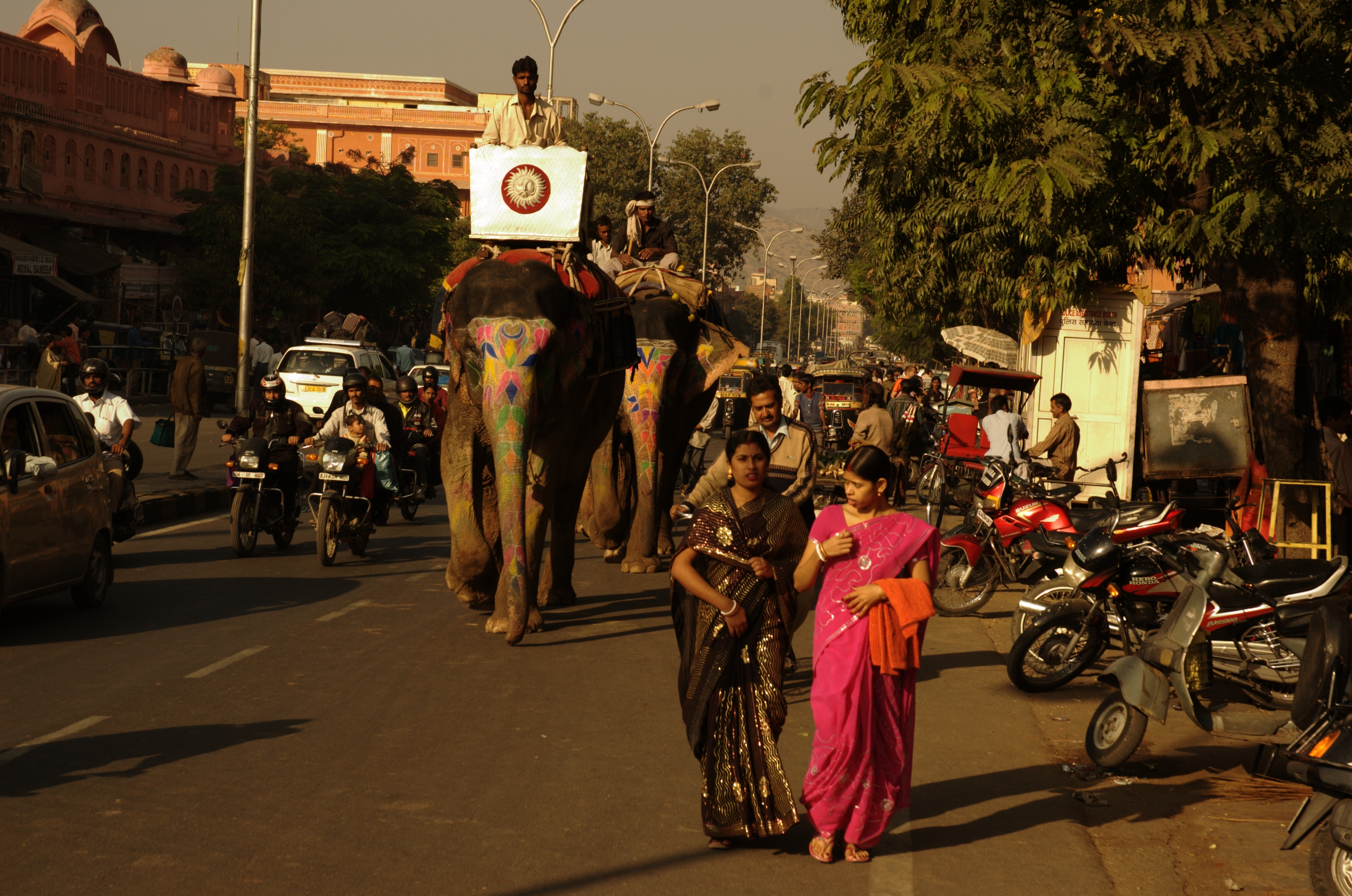
Jeden z rušných džajpurských bulvárů.
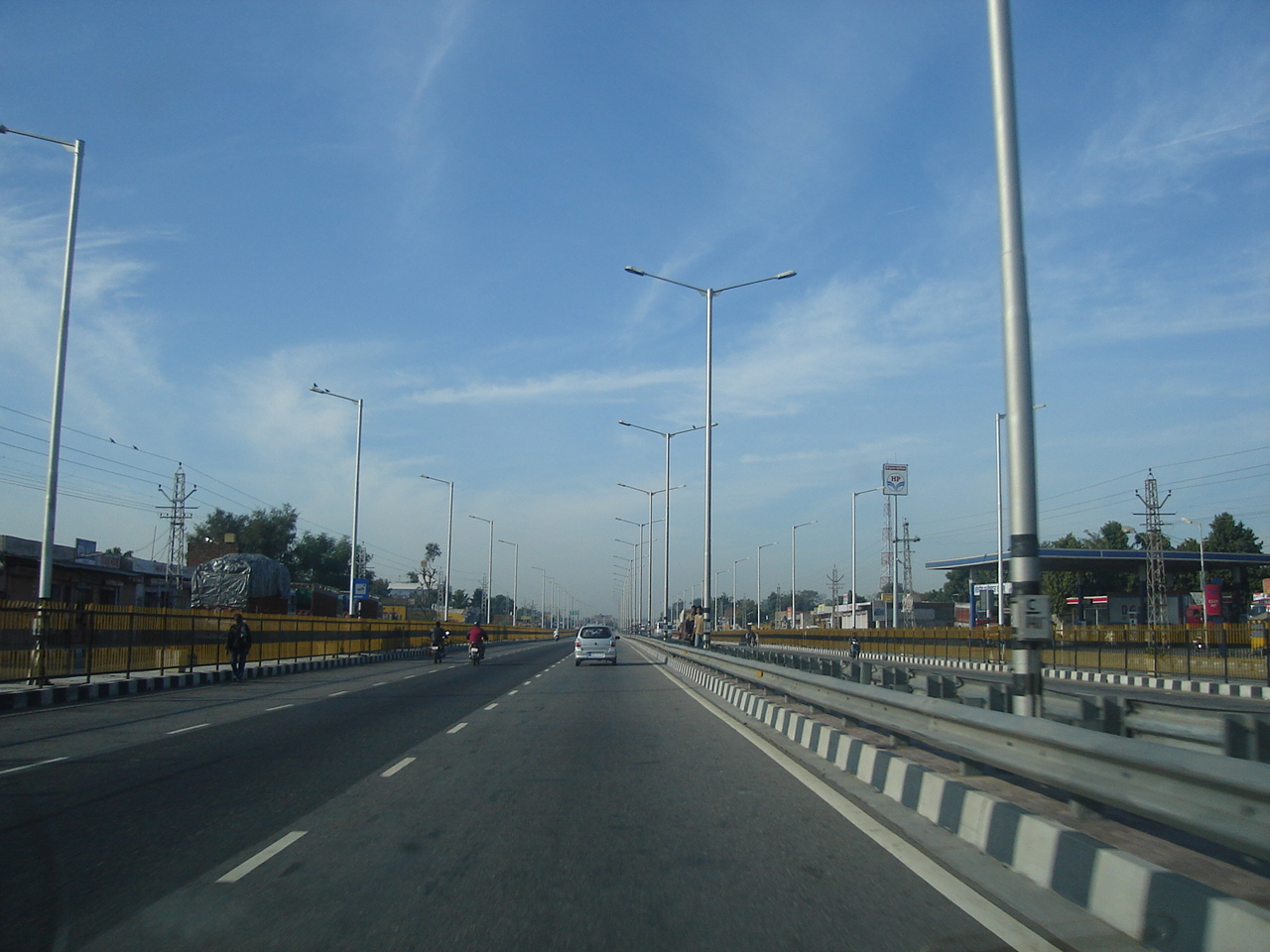
Část cesty mezi městy Džajpur a Adžmér.
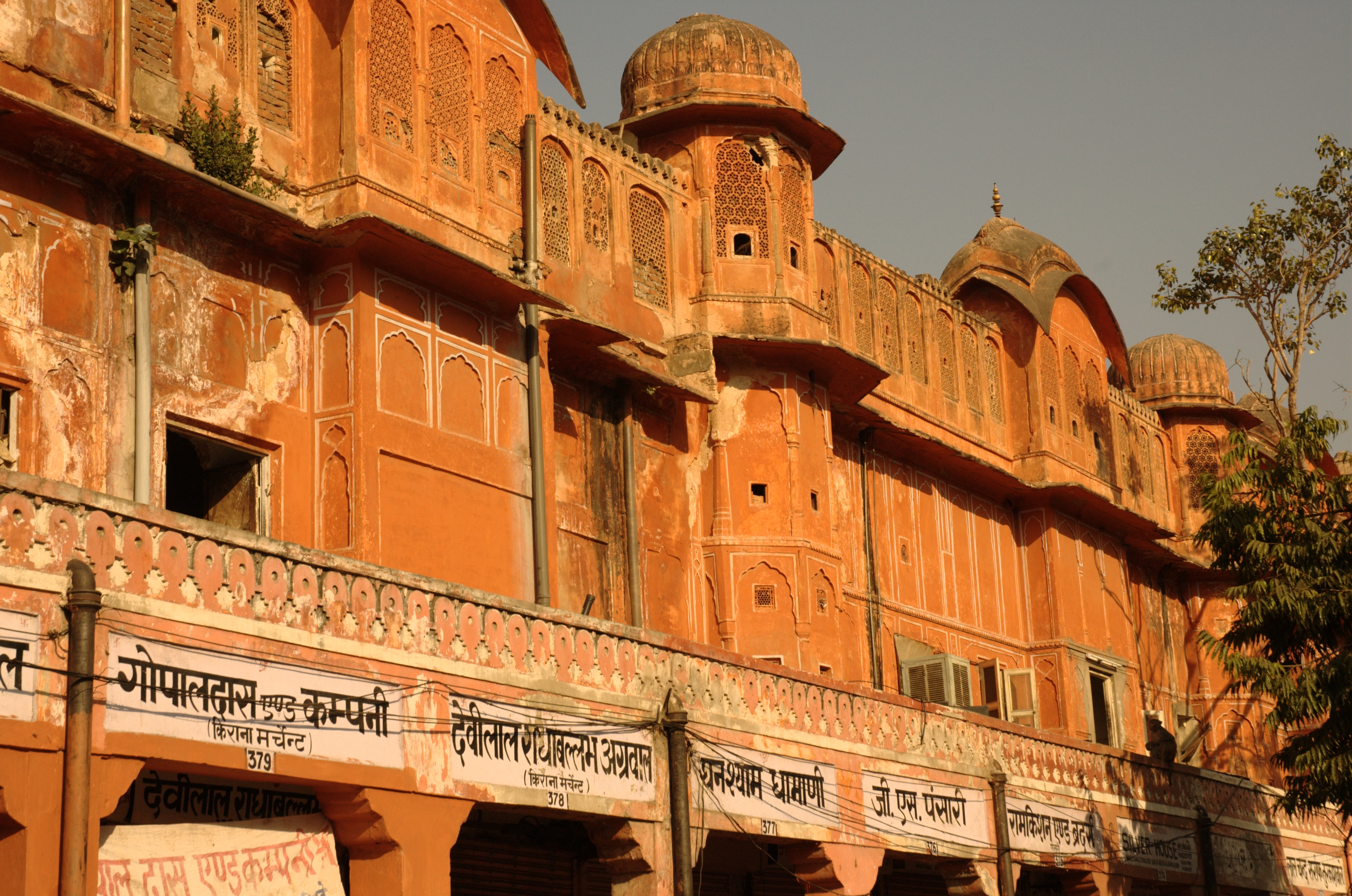
Růžové město
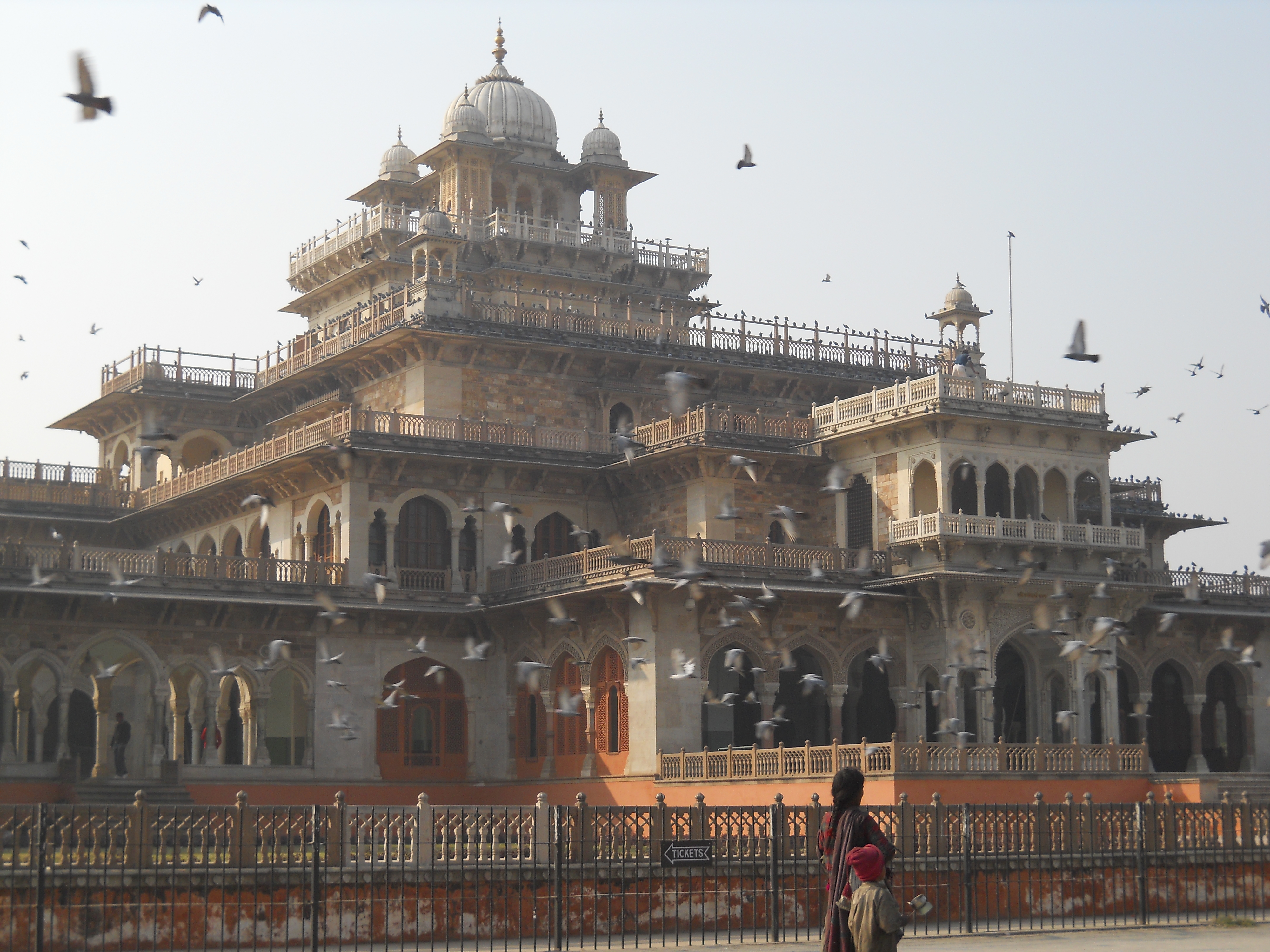
Městský palác
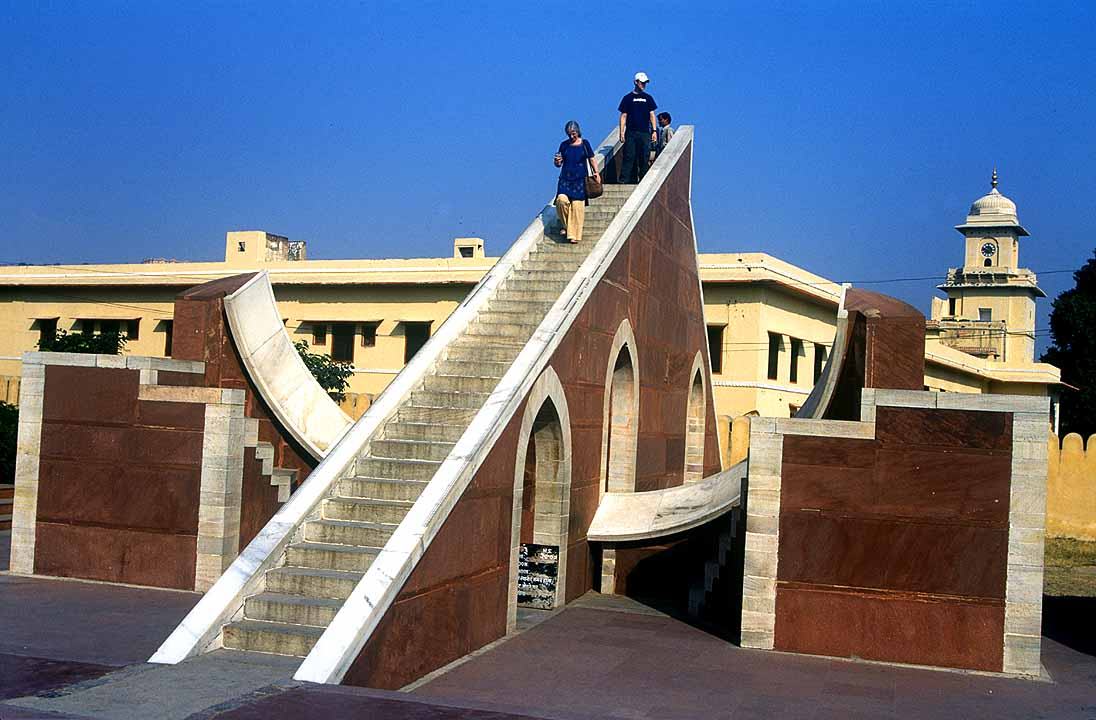
Džantar Mantar
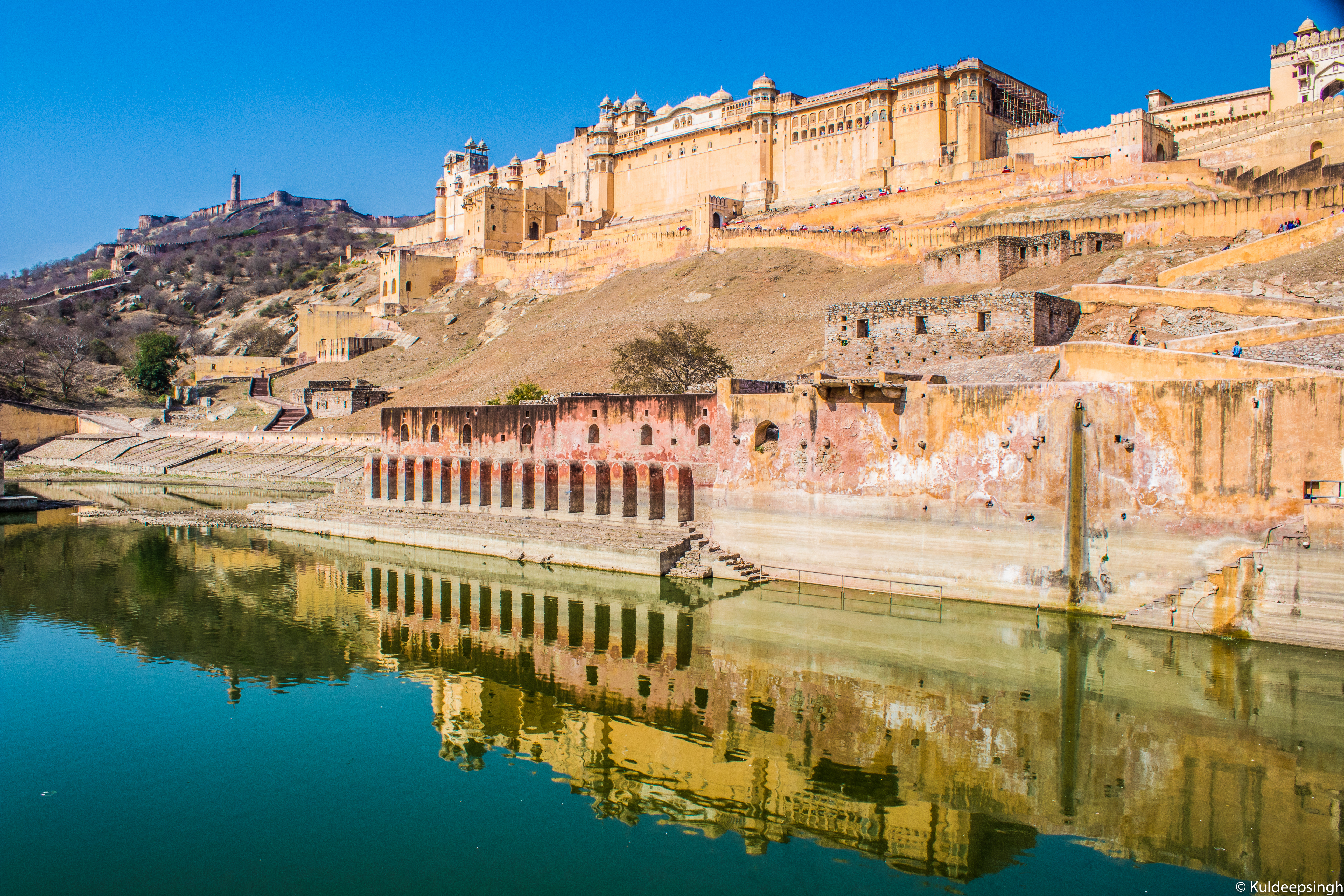
Pevnost Ambér která se nachází přibližně 11 km od Džajpuru. Je to zároveň jedna z nejnavštěvovanější památek v Džajpuru.
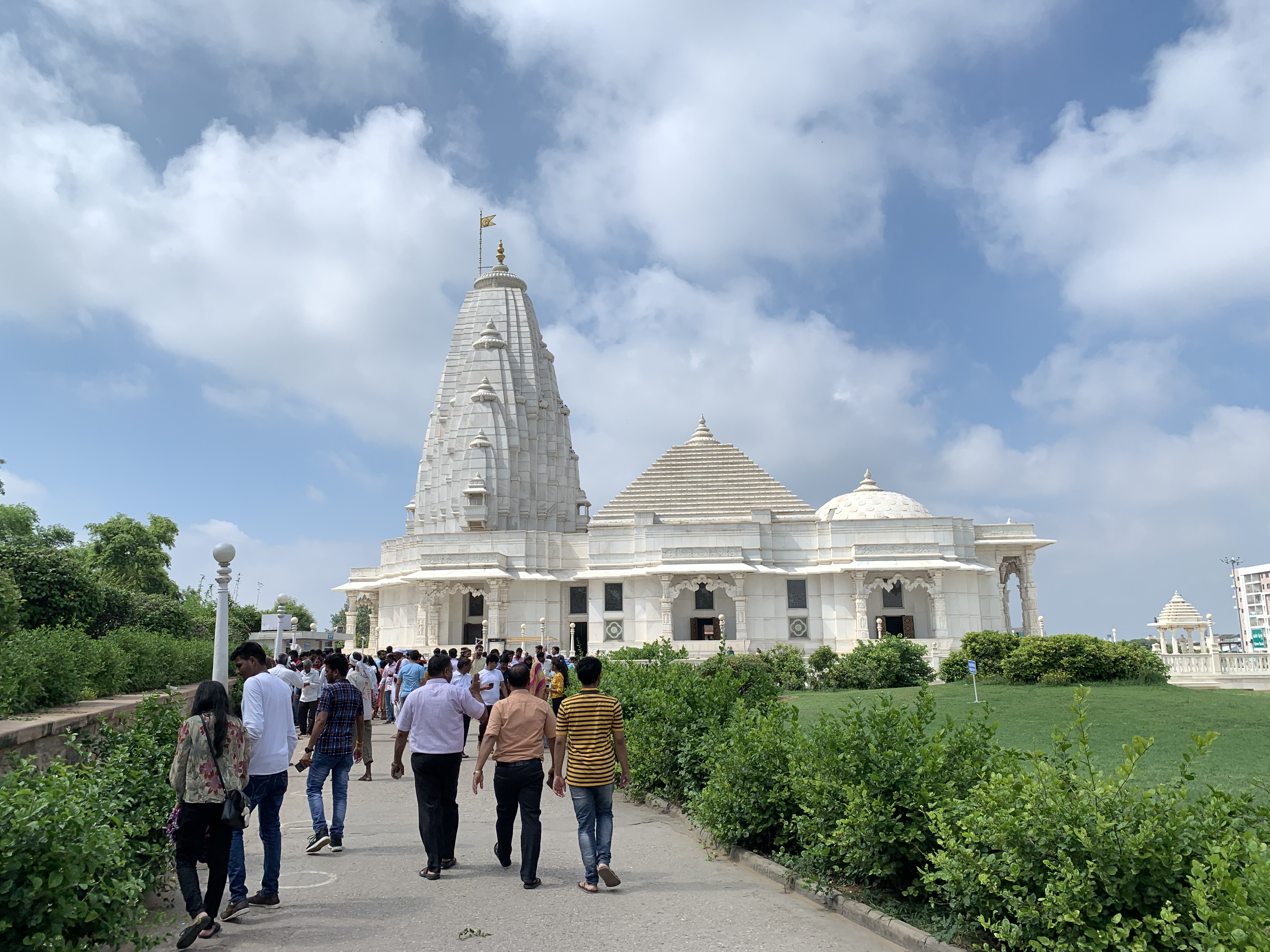
Birla Mandir Džajpur.
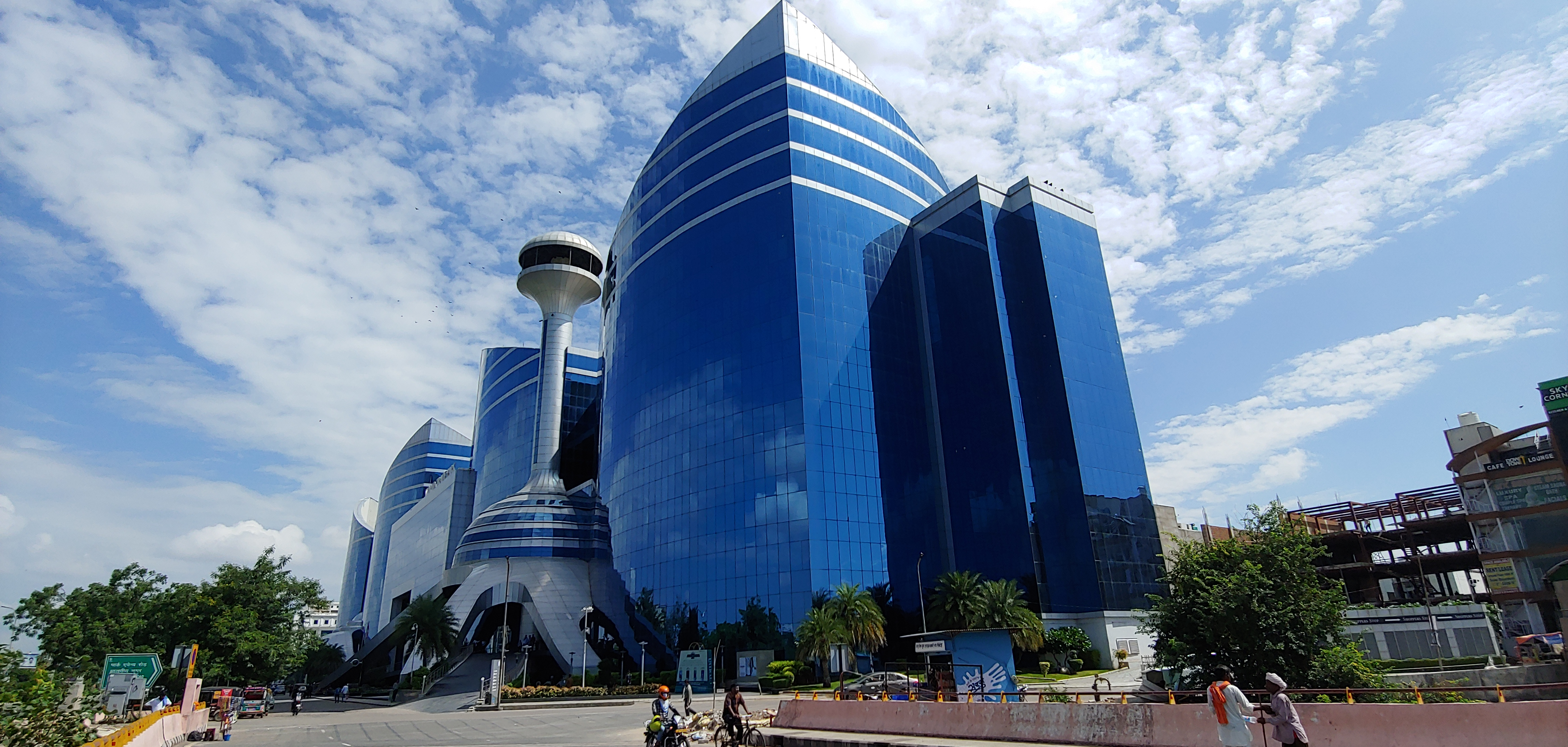
World Trade park Jaipur
Mapa Džajpuru.